# Johan Plat
Johan Plat (nascut el 26 de febrer de 1987) és un entrenador i exjugador de futbol neerlandès que jugava com a davanter. És l'actual entrenador del club valencià Castelló.

## Carrera com a jugador
Plat va jugar abans al FC Volendam, FC Zwolle, FC Dordrecht, FC Oss, SC Telstar, Hansa Rostock, Roda JC i VV Katwijk.

## Carrera com a entrenador
Després de retirar-se, Plat va treballar com a entrenador assistent en diversos clubs abans de formar una associació amb Dick Schreuder al PEC Zwolle el 2021. El 20 de gener de 2025, va ser nomenat entrenador del Castelló després que Schreuder fos acomiadat; anteriorment treballava com a entrenador assistent al mateix club.